# Іполіто Руїс Лопес
Іполіто Руїс Лопес (ісп. Hipólito Ruiz López, 1754–1816) — іспанський ботанік, відомий дослідженням флори Перу та Чилі під час експедиції за часів Карлоса III з 1777 по 1788 рік. За часів правління Карлоса III до Нового Світу було відправлено три великі ботанічні експедиції; Руїс та Хосе Антоніо Павон Хіменес були ботаніками першої з цих експедицій до Перу та Чилі.

## Біографія
Вивчивши латину у свого дядька-священика, у віці 14 років Руїс Лопес поїхав до Мадрида, щоб вивчати логіку, фізику, хімію та фармакологію. Він також вивчав ботаніку в Ботанічному саду Мігас-Кальєнтес (нині Королівський ботанічний сад Мадрида) під керівництвом Казіміро Гомеса Ортеги (1741–1818) та Антоніо Палау Вердери (1734–1793).
Руїс ще не завершив свої фармакологічні дослідження, коли його призначили головним ботаніком експедиції. Його асистентом був призначений французький лікар Жозеф Домбей, а також фармаколог Хосе Антоніо Павон-і-Хіменес. До складу експедиції входили ботанічні ілюстратори Жозеф Бонете та Ісідро Гальвес.
Експедиція вирушила з Кадіса в 1777 році та прибула до Ліми в квітні 1778 року. Протягом десяти років (1778–1788) вони досліджували Перу та Чилі, збираючи зразки. Експедиція зібрала 3000 зразків рослин та створила 2500 ботанічних ілюстрацій у натуральну величину. Коли вони повернулися до Іспанії, то привезли з собою велику кількість живих рослин.
Повернувшись до Іспанії, Руїс завершив свої фармакологічні дослідження, закінчивши їх у 1790 році. У 1794 році його було призначено членом Королівської медичної академії, і він опублікував різні праці у збірнику «Спогадів» цієї організації. Перші чотири томи були опубліковані між 1798 і 1802 роками. Останні шість томів були опубліковані після смерті Руїса. Перед смертю Руїс також опублікував «Квінологію про трактат хіни» (Мадрид, 1792). Ця робота невдовзі була перекладена італійською (1792), німецькою (1794) та англійською мовами (1800). Александр фон Гумбольдт цитував Руїса, коли публікував власний трактат про хіну в 1821 році.
Журнали, які Руїс публікував під час своїх досліджень Південної Америки протягом цих років, вирізняються широтою етноботанічних та природничо-історичних знань. Особливий інтерес для іспанської корони в той час становили фармакологічні знання про рослини Нового Світу. Окрім детальних описів та картин флори та фауни Перу та Чилі, Руїс спостерігав за геологією та погодою цього регіону, а також включав культурну інформацію про життя індіанців та колоністів цього регіону.

## Вшанування
Монотипний рід Ruizodendron квіткових рослин з Південної Америки названо на честь науковця.

## Вибрані публікації
- Quinología o tratado del árbol de la quina, Madrid 1792.

Разом з Павоном і Хіменесом він опублікував такі праці:
- Florae peruvianae et chilensis prodromus …, 1794
- Systema vegetabilium florae peruvianae chilensis, 1798
- Flora peruvianae et chilensis, sive descriptiones, et icones …, 1798–1802